# Povrtni tušanj
Povrtni tušanj (tušt, tušanj, tušac, portulak, lat. Portulaca oleracea) je jednogodišnja biljka iz porodice tušnjovke (Portulacaceae). Naraste do 40 cm u visinu, ali često mu je stabljika polegnuta. Cvate žutim cvjetovima, zavisno o kišnim razdobljima, a cvjetovi se otvaraju samo u jutarnjim satima. Mlada je biljka jestiva (sve osim korijena), a smatra se i ljekovitom. Biljka je bogata vitaminom C, a sadrži i nešto manje količine vitamina A, B i E. Danas se zna da od svih biljaka sadrži najviše omega-3 masnih kiselina (oko 8,5 mg/g!).
Tušt raste po vrtovima, okućnicama, maslinicima i vinogradima od sredine lipnja do kraja listopada. Otporna je na niske i visoke temperature i sušu, a raste vrlo brzo. Listovi su joj debeli i mesnati dužine do 2 cm.
Koristi se u kuhinji za pripremu različitih jela, salate, juhe, variva i đuveč.

## Sinonimi
- Portulaca consanguinea Schltdl.
- Portulaca fosbergii Poelln.
- Portulaca fosbergii var. major Poelln.
- Portulaca hortensis Rupr.
- Portulaca intermedia Link ex Schltdl.
- Portulaca latifolia Hornem.
- Portulaca marginata Kunth
- Portulaca neglecta Mack. & Bush
- Portulaca officinarum Crantz
- Portulaca oleracea f. alba Alef.
- Portulaca oleracea f. aurantia Alef.
- Portulaca oleracea f. aurea Alef.
- Portulaca oleracea f. caryophyllina Alef.
- Portulaca oleracea f. gillesii Alef.
- Portulaca oleracea subsp. granulatostellulata (Poelln.) Danin & H.G.Baker
- Portulaca oleracea f. haageana Alef.
- Portulaca oleracea var. macrantha Eggers
- Portulaca oleracea var. micrantha Eggers
- Portulaca oleracea subsp. oleracea
- Portulaca oleracea var. opposita Poelln.
- Portulaca oleracea f. parvifolia (Haw.) Alef.
- Portulaca oleracea var. parvifolia (Haw.) Griseb.
- Portulaca oleracea f. rosea Alef.
- Portulaca oleracea var. sativa DC.
- Portulaca oleracea f. sativa (DC.) Alef.
- Portulaca oleracea subsp. sativa (Haw.) Čelak.
- Portulaca oleracea subsp. stellata Danin & H.G.Baker
- Portulaca oleracea f. striata Alef.
- Portulaca oleracea f. sulfurea Alef.
- Portulaca oleracea subsp. sylvestris (Garsault) Thell.
- Portulaca oleracea f. violacea Alef.
- Portulaca olitoria Pall.
- Portulaca parvifolia Haw.
- Portulaca pilosa var. marginata (Kunth) Kuntze
- Portulaca retusa Engelm.
- Portulaca sativa Haw.
- Portulaca stellata (Danin & H.G.Baker) Ricceri & Arrigoni
- Portulaca suffruticosa Thwaites
- Portulaca sylvestris Garsault
- Portulaca sylvestris Montandon

## Vanjske poveznice
- Čupamo ga i gazimo misleći da je korov, a u stvari ne znamo da je lijek za mnoge bolesti  Arhivirana inačica izvorne stranice od 11. srpnja 2017. (Wayback Machine)